# La muerte del cisne

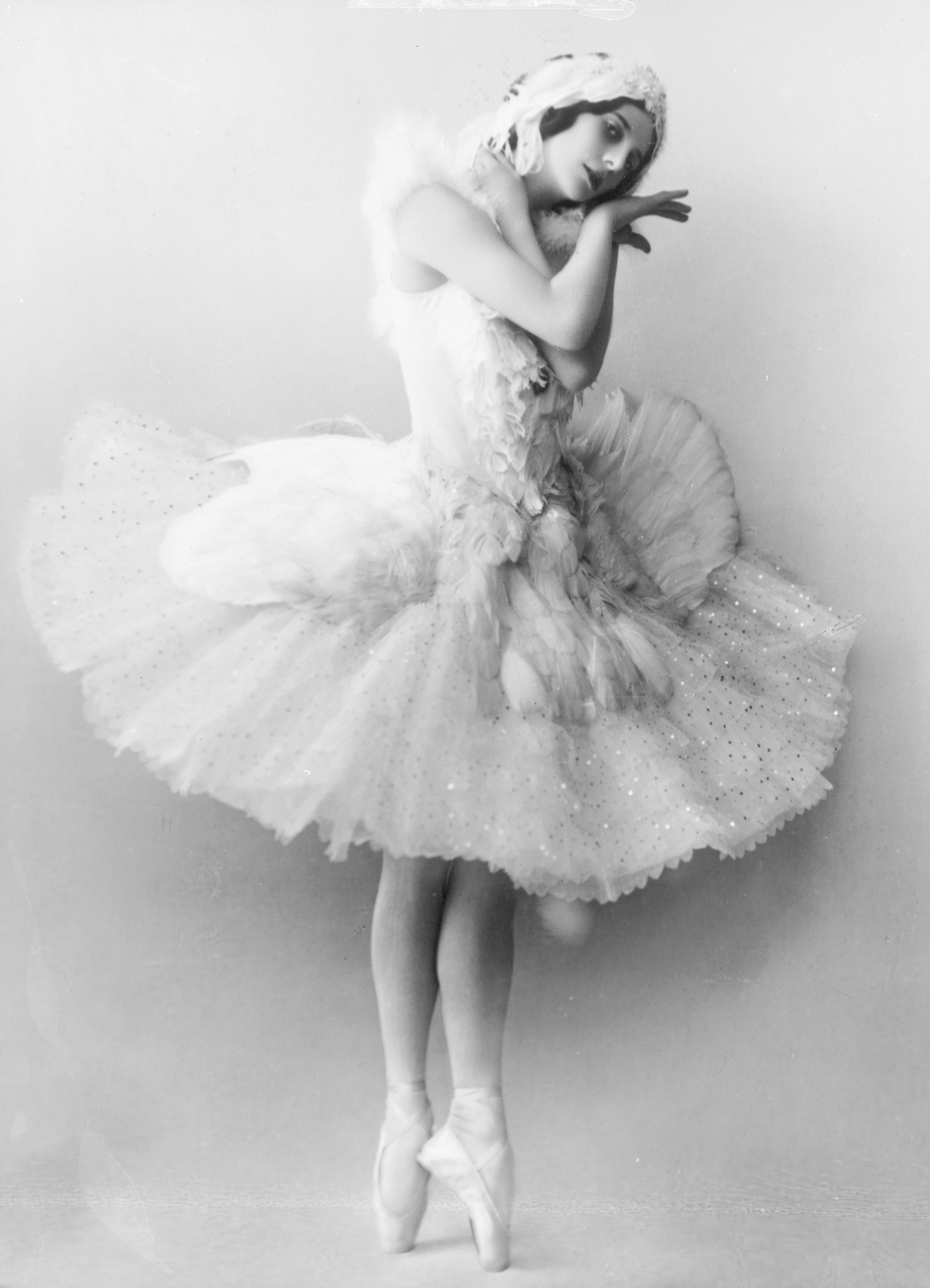
Anna Pávlova.

La muerte del cisne es una pieza de ballet coreografiada por Michel Fokine sobre la composición El Cisne de Carnaval de los animales de Camille Saint-Saëns en 1886. 

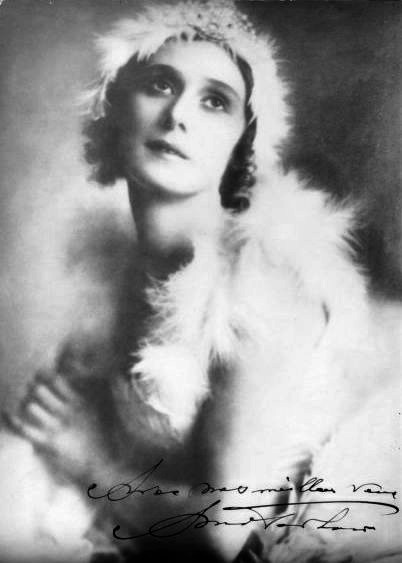
Anna Pávlova en La muerte del cisne en Buenos Aires, 1928.

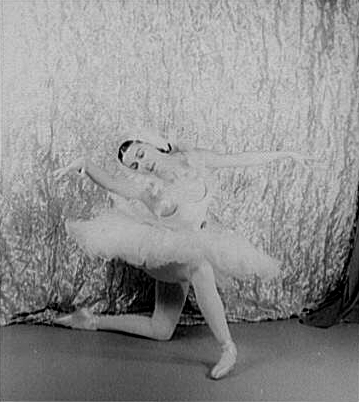
Alicia Markova.

Inspirada por un poema de Alfred Tennyson y por cisnes que vio en parques y jardines, en 1905 la famosa primera bailarina (prima ballerina) Anna Pávlova trabajó con Michel Fokine en este número de danza que ilustra los últimos momentos de un cisne herido.
La pieza de apenas pocos minutos de duración se convirtió en número favorito de grandes estrellas de la danza clásica, en especial aquellas que también se destacaron como Odile/Odette en El lago de los cisnes de Chaikovski. Este ballet de larga duración no está relacionado musicalmente con la pieza de Saint-Saens.
Entre las más célebres bailarinas que descollaron en el número pueden citarse Anna Pávlova, Galina Ulánova, Marina Semiónova, Alicia Markova, Yvette Chauviré, Margot Fonteyn, Natalia Makarova y Maya Plisétskaya. Para esta última realizó cambios en la coreografía original su tía, la coreógrafa Sulamif Messerer, como, por ejemplo, la célebre salida de espaldas de la bailarina al escenario.
En 1917, el director ruso Yevgueni Bauer realizó un film mudo del mismo título protagonizado por la bailarina Vera Karali. 
Con el auge del patinaje sobre hielo, muchas atletas lo han incorporado a su acto, como Charlotte Oelschlagel, Sonja Henie, Ludmila Beloúsova, Katherine Healy y Oksana Baiul.